# Organização Democrática Afar do Mar Vermelho
A Organização Democrática Afar do Mar Vermelho (em afar: Qasa Badih Qafarih Dimokraasih Missoyna; em tigrínia: ዲሞክራሲያዊ ውድብ ዓፋር ቀይሕ ባሕሪ; em árabe: التنظيم الديمقراطي لعفر البحر الأحمر, transliteração: Al-tanzim Al-dimokrati Li-'afar Al-Bahr Al-Ahmar; em inglês:  Red Sea Afar Democratic Organisation, abreviado RSADO) é uma organização política e grupo insurgente armado com base na Etiópia. A organização é composta principalmente por pessoas de etnia afar e foi fundada no início de 1999 após uma revolta do povo afar do Mar Vermelho liderada por Ahmed Humed. O objetivo principal da organização é conquistar autonomia para a região conhecida como Dankalia, habitada principalmente pelos afares do Mar Vermelho.
Em 2014, a Organização Democrática Afar do Mar Vermelho é membro do grupo Aliança Democrática Eritreia de onze organizações políticas da Eritreia que tentam derrubar o governo do presidente eritreu Isaias Afwerki. 